# Kacsó Károly
Kacsó Károly (Budapest, 1943. április 2.) romániai magyar régész, muzeológus.

## Életútja
Nagyváradon végezte a 4. számú Vegyes Középiskolát (1960), a Babeș–Bolyai Tudományegyetemen történelem szakos képesítést nyert (1965), a bukaresti egyetemen Necropola tumulară de la Lăpuş c. régészeti dolgozatával doktorált (1981). A nagybányai Történelmi és Régészeti Múzeum főmuzeológusa 1965-től, majd aligazgatója (2003). Tanulmányait román nyelven a Studii şi Comunicări de Istorie Veche, Dacia, Apulum, Acta Musei Napocensis, Acta Musei Porolissensis és a Marmaţia helytörténeti folyóiratok közölték. Régészeti ismeretterjesztő cikkei magyar nyelven a Bányavidéki Fáklya hasábjain jelentek meg.
A 2000-es évek első felében szabadegyetemek, régészeti konferenciák előadója. Nagybányán az Erdélyi Féniks Szabadegyetemen a nagybányai születésű Schönherr Gyula történész szülővárosára vonatkozó helytörténeti kutatásait méltatta (2003 április). Csíksomlyón az Erdélyi Magyar Régészek III. konferenciájának előadói közt szerepelt (2005 november).